# Jüdischer Friedhof (Saarwellingen)

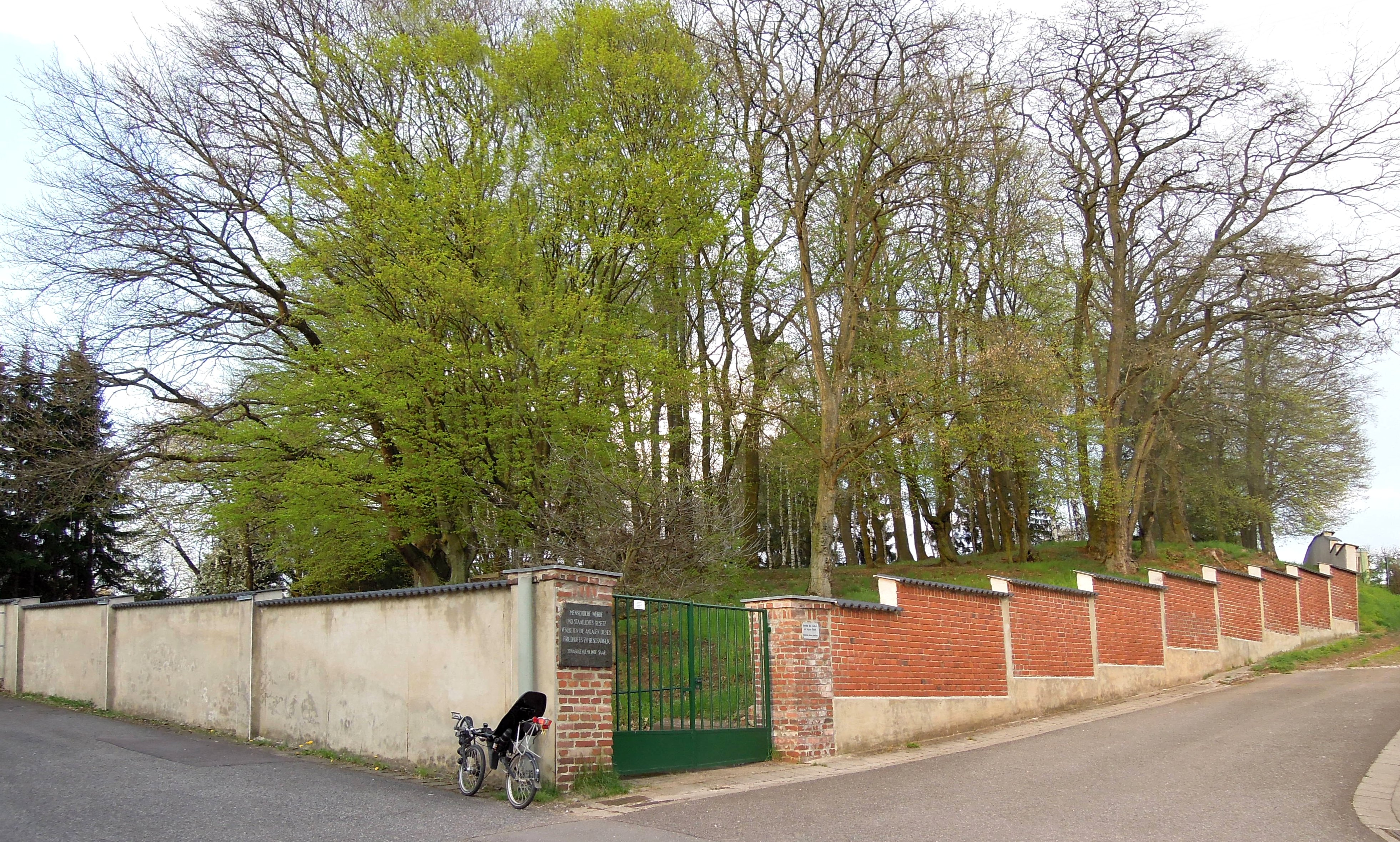
Außenmauer und Eingangstor

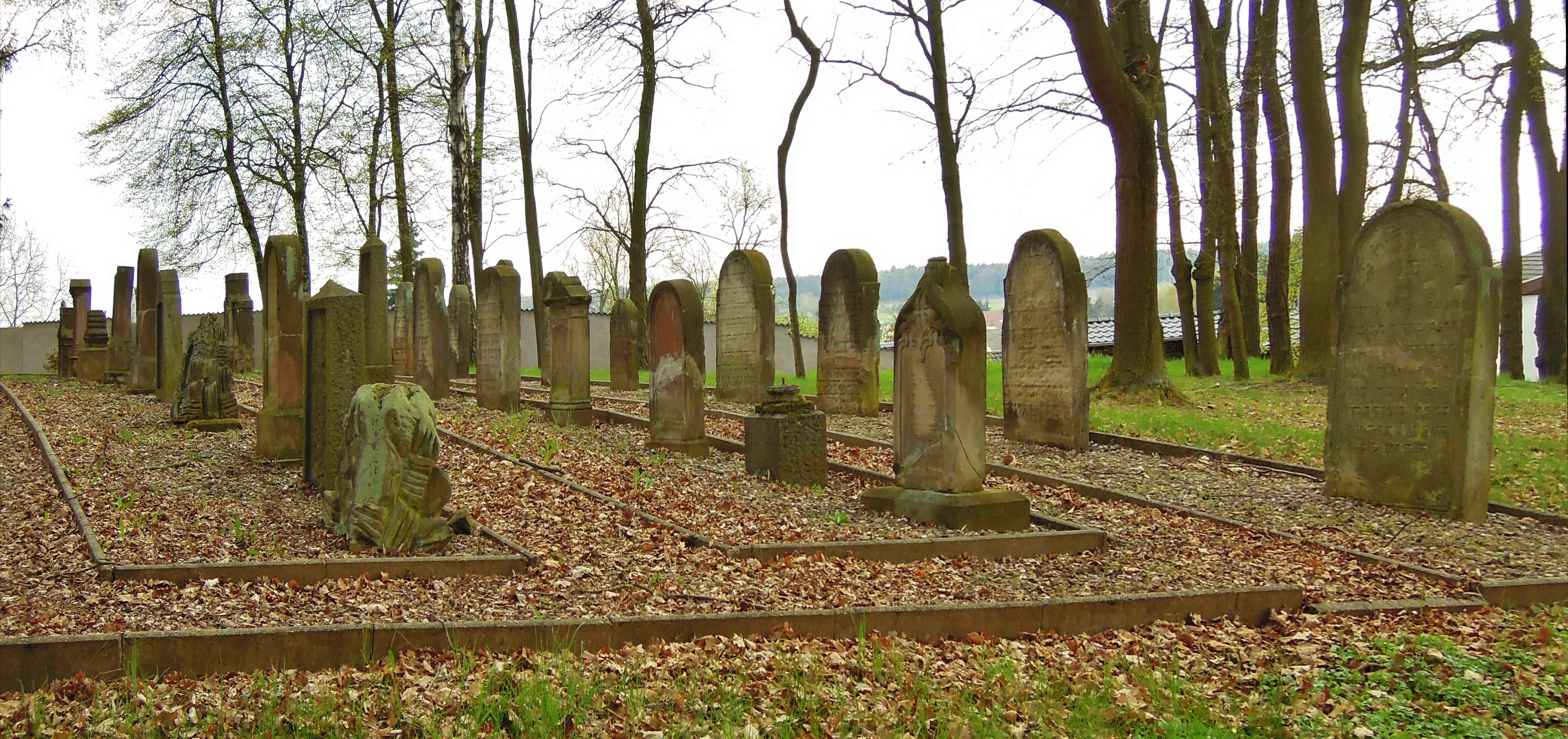
Blick auf den Friedhof

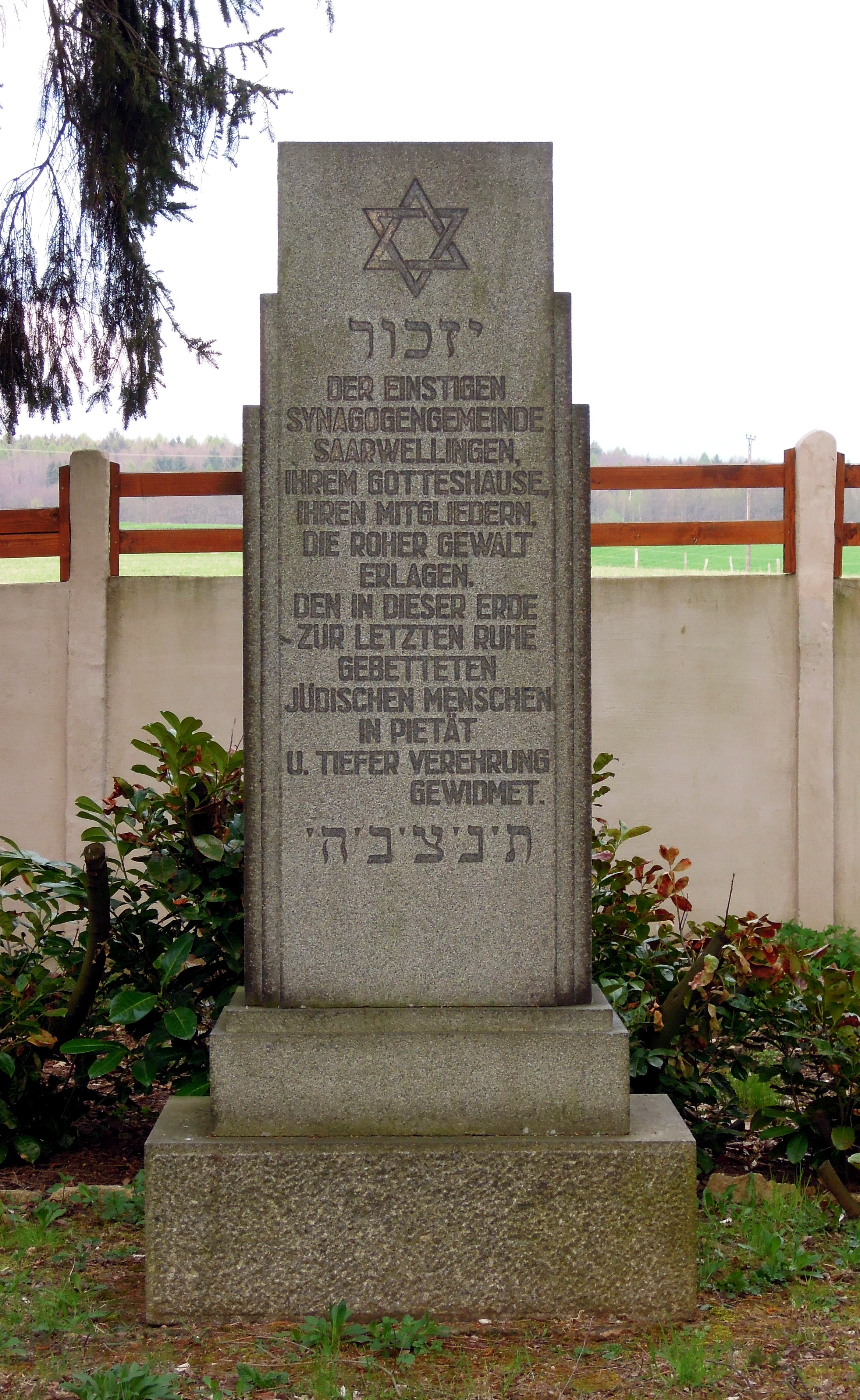
Gedenkstein

Der jüdische Friedhof in Saarwellingen war der Friedhof der jüdischen Gemeinde im saarländischen Saarwellingen. Er gilt als einer der ältesten nachweisbaren jüdischen Friedhöfe im Saarland und steht unter Denkmalschutz.

## Geschichte
Nachdem sich die ersten Juden 1671 in Saarwellingen niederließen, wurde um 1725 ein Friedhof angelegt. Das älteste erhaltene Grab stammt aus dem Jahr 1829, die letzte Beerdigung fand im September 1936 statt.
Der Friedhof wurde bereits 1884 verwüstet. Dabei wurde das Tor des Friedhofs zerstört und mehrere Grabsteine umgeworfen. Bei den Novemberpogromen im Jahr 1938 wurde der Friedhof erneut geschändet und dann in den letzten Kriegstagen eingeebnet. Nach 1945 wurde er durch die Synagogengemeinde Saar wieder hergestellt, allerdings sind nur noch 37 Grabsteine vollständig erhalten. Bei einer Sanierung des Friedhofes 2012 wurden die Friedhofsmauer und das Eingangstor hergerichtet und Wege und Gräber gepflegt.

## Erinnerung
Fragmente zerstörter Grabsteine wurden zu einem Denkmal aufgeschichtet. Am 26. März 1950 wurde auf dem Friedhof außerdem ein Gedenkstein eingeweiht. Die Inschrift erinnert an die Verfolgung: Der einstigen Synagogengemeinde Saarwellingen, ihrem Gotteshause, ihren Mitgliedern, die roher Gewalt erlagen, den in dieser Erde zur letzten Ruhe gebetteten jüdischen Menschen in Pietät und tiefer Verehrung gewidmet.